# 116 Sirona
A 116 Sirona a Naprendszer kisbolygóövében található aszteroida. Christian Heinrich Friedrich Peters fedezte fel 1871. szeptember 8-án.